# Світ Наруто
У статті наведені основні риси світу, представленого в манзі та аніме-серіалі «Наруто», вигаданого манґакою Масаші Кішімото.
Оригінальна концепція світу повністю утримується тільки в манзі, в той час як у деяких філерних серіях однойменного телесеріалу, OVA і повнометражних фільмах сценаристи змальовують сцени, що лише частково стосуються світу, створеного Масаші Кішімото.

## Вступ
Світ Наруто складається з кількох країн, які діють як окремі політичні утворення під керівництвом феодалів (яп. 大名), хоча в розвитку сюжету вони практично не беруть участь. Країни розвиваються окремо, незалежно одна від одної. Приховані Селища (яп. 隠れ里) служать військовою опорою для своїх країн. Селищами П'яти великих країн шинобі (яп. 忍び五大国) правлять Каґе (яп. 影), які обираються спільно феодалом країни та найвпливовішими ніндзя.
Селища забезпечують свою країну військовою силою та підтримують її економіку, навчаючи своїх громадян техніки ніндзя з раннього віку та використовуючи їх як робочу силу на місіях, за які замовники готові платити. Вони можуть отримувати одноразову оплату за такі місії як прополка саду, або отримувати постійну оплату від країни, в якій вони проживають, щоб забезпечити резерви солдатів на випадок початку війни. Через багато різних конфліктів між країнами часто спалахують війни. На момент початку першої частини манґи вже пройшло три Світових війни шинобі. У другій же частині Обіто Учіха, лідер організації Акацукі, оголошує про початок Четвертої.
Світ Наруто багато в чому схожий на феодальну Японію, включаючи будівлі того періоду, але також у світі Наруто є сучасна техніка та споруди, такі як кінотеатри, радіоприймачі, камери відеоспостереження, передові лікарняні системи, комп'ютери та консолі для відеоігор. Незважаючи на очевидну передову технологію для цивільних об’єктів, військова техніка зовсім не розвинена — повністю відсутні вогнепальна зброя та бойові машини.

## Географія
У світі Наруто існують всілякі держави різних протяжностей, ландшафтів, культур і військової потужності. Нижче представлені основні країни, яким приділялося найбільше уваги в манзі.

### П'ять великих країн шинобі

#### Країна Вітру
Країна Вітру (яп. 風の国, Казе но Куні) знаменита своїми пустелями і сухими гірськими ланцюгами. Взаємовідносини Країн Вітру і Вогню налічує безліч перипетій — кілька війн між двома країнами завжди закінчувалися мирним договором.
Селище, Приховане в Пісках (яп. 砂隠れの里, Сунаґакуре но Сато), воно ж Суна, — одне з п'яти великих селищ шинобі, чиїм лідером є Казекаге. Через часті війн своєї країни Суна значно втратила в боєздатності, через що Четвертий Казекаге запечатав Однохвостого звіра Шукаку в тіло свого сина Ґаари, таким чином сподіваючись, що той зросте потужною зброєю для селища. Згодом Четвертий Казекаге був убитий Орочімару і, скориставшись цим, володар змій налаштував Селище Піску до нападу на Листя разом зі своїми поплічниками з Селища Звуку. Однак незабаром змова була розкрита і лідери Піску і Листя підписали новий мирний договір.
Суні дуже не щастило з керівниками: Третій Казекаге зник за таємничих обставин (згодом виявилося, що його вбив Сасорі), Четвертий Казекаге був убитий Орочімару, а П'ятий (Ґаара) викрадений організацією Акацукі, проте згодом був врятований. Джинчурикі в цьому селі був П'ятий Казекаге.

#### Країна Води
Країна Води (яп. 水の国, Мізу но Куні) складається з безлічі островів, на кожному з яких склалися свої традиції. Клімат у країні прохолодний, з частими туманами. Найбільші загрози для країни завжди знаходилися всередині неї: постійні війни і конфлікти змусили багатьох містян і шинобі збунтуватися проти уряду та влаштувати громадянську війну. Мирні громадяни вважали, що причиною нескінченних війн служать могутні клани, наділені генетичними здібностями. З цієї причини майже всі клани були винищені.
Селище, Приховане в Тумані (яп. 霧隠れの里, Кіріґакуре но Сато), воно ж Кірі, — одне з п'яти великих селищ шинобі, чиїм лідером є Мідзукаґе. Селище відоме як батьківщина Семи шинобі-мечників Туману, організації нінджя, що використовують у бою великі мечі.
Селище Туману в свій час стало сумно відомим завдяки жахливим методам навчання мистецтву нінджя: студенти, що бажають стати шинобі, зустрічалися в смертельному двобої лицем до лиця. Через це під час керівництва Яґурою, Четвертим Мідзукаґе, Кірі отримало прізвисько Селище Кривавого Туману (яп. 血霧の里, Чіґірі но Сато), а проте, як пізніше з'ясувалося, Яґура за допомогою ґеннджіцу контролював Обіто Учіха. Новий лідер, П'ята Мідзукаґе Мей Терумі, почала робити все, щоб позбавити село від поганої слави.
Джінчурікі в цьому селищі були Яґура (з невідомої причини Трихвостий був витягнутий з нього до пришестя Акацукі) і Утаката (Шестихвостого, згідно з філером, захопив Пейн).

#### Країна Землі
Країна Землі (яп. 土の国, Цуті но Куні) — одна з найбільших країн у світі Наруто, розташована на північний захід від Країни Вогню. Ландшафт в основному представлений пустельними або ж скелястими районами. Кордони країни проходять уздовж скелястих хребтів, ускладнюючи взаємозв'язок з іншими країнами, але в той же час створюючи серйозну перешкоду для ворогів.
Селище, Приховане у Скелях (яп. 岩隠れの里, Іваґакуре но Сато), воно ж Іва, — одне з п'яти великих селищ шинобі, чиїм лідером є Цучікаґе. Село оточене гірськими хребтами з численними водоспадами, що забезпечують захист, і складається з великого числа веж, з'єднаних між собою мостами.
Свого часу Іві належали джінчюікі два Біджі — Чотирихвостого і П'ятихвостого, які згодом були захоплені Акацукі, не в останню чергу завдяки уродженцю цього села — Дейдарі.

#### Країна Блискавки
Країна Блискавки (яп. 雷の国, Камінарі но Куні) — одна з найбільших земель у світі Наруто, розташована на півострові на північний схід від Країни Вогню. В центрі країни розташовані масивні гірські хребти, часті грози в яких і дали назву цій державі.
Селище, Приховане у Хмарах (яп. 雲隠れの里, Кумоґакуре но Сато), воно ж Кумо, — одне з п'яти великих селищ нінджя, чиїм лідером є Райкаґе. Селище розташоване на високій горі й у прямому сенсі заховано в хмарах. Спочатку село володіло двома Біджі — Двохвостою, чию джінчюрікі Юґіто Нії викрали Акацукі, і Восьмихвостим, джінчюрікі якого Кілера Бі, невдало намагалися схопити команда «Така», а згодом Кісаме Хошіґакі.
Орґанізація рівнів нінджя в Кумо відрізняється від прийнятого в Коносі (Каґе — джьонін — спец. джьонін — чюнін — ґенін): додатково введено звання Голова нінджя (яп. 忍頭, Шинобіґашира), яке визначається як таке в ієрархії після Райкаґе.

#### Країна Вогню
Країна Вогню (яп. 火の国, Хі но Куні) була першою державою, що орґанізувала своє Селище нінджя.
Селище, Приховане в Листі (яп. 木ノ葉隠れの里, Конохаґакуре но Сато), воно ж Коноха, — одне з п'яти великих селищ нінджя, чиїм лідером є Хокаґе. На оточуючих селище горах висічені портрети п'яти правителів Конохи (на момент початку дії сюжету манґи — чотири). Скеля Хокаґе знайшла своє втілення в реальному світі, і у вигляді композиції на одній з будівель була зведена в місті Наруто японської префектури Токушіма
Згідно з сюжетом твору, колись давно Хашірама і Мадара, лідери двох найсильніших воюючих кланів Сенджю й Учіха відповідно, підписали мирний договір, поклавши тим самим початок становленню нового селища нінджя, пізніше подібні села почали з'являтися і в інших країнах. Незабаром Хашірама Сенджю був обраний Хокаґе, однак, не бажаючи миритися з таким станом справ, Мадара Учіха кинув йому виклик і програв, після чого довгий час вважався загиблим. У пам'ять про битву двох засновників Конохи в Долині Завершення, на кордоні Країни Вогню й Країни Звуку, був установлений величний монумент, що зображує фіґури двох великих нінджя.

Коноха на початку аніме

За 12 років до початку подій першої частини «Наруто» на Коноху напав Дев'ятихвостий Демон-Лис, керований Обіто Учіха. Для запобігання трагедії Четвертий Хокаґе і Кушіна Узумакі були змушені пожертвувати своїм життям та ув'язнити Біджі в тілі свого новонародженого сина Наруто Узумакі.
За 5 років до початку основних подій манґи лідер клану Учіха, Фуґаку, після звинувачення членів клану в підготовці нападу Дев'ятихвостого на Коноху і вигнання їх на край села, замислив державний переворот. Він посприяв тому, щоб його старший син Ітачі потрапив в АНБУ, ставши шпигуном для сім'ї. Однак Ітачі, пацифіст за переконанням, розумів, що подібні плани батька заберуть багато життів і став подвійним аґентом. Вище керівництво Конохи — Данзо, а також радники Хомура Мітокадо і Кохару Утатане, незважаючи на незгоду з ними Третього Хокаґе, доручили Ітачі місію зі знищення свого власного клану. Він убив усіх, крім свого молодшого брата, і згодом просив Третього Хокаґе зробити все, щоб Саске ніколи не дізнався правду. Лише кілька років по тому Саске, вже покинувши Коноху і пройшовши навчання в Орочімару, а потім убиваючи Ітачі, дізнався правду про ту страшну ніч від Обіто Учіха.
Через шість років після кривавої різанини, під час проведення матчу на присвоєння звання чюніна між Саске і Ґаарою, нінджя селищ Піску і Звуку, підбурювані Орочімару, напали на Коноху. Напад було зупинено, але ціною цього стала загибель Третього Хокаґе від рук Орочімару. Селище Піску, у свою чергу виявило, що лиходій убив і Четвертого Казекаґе, підписало з Селищем Листя мирний договір. Незабаром постало питання про вибір П'ятого Хокаґе. Джірайя відмовився від такої можливості, і новим лідером Конохи стала Цунаде.
Через кілька років члени Акацукі Пейн і Конан з'явилися в село в пошуках джінчюрікі Дев'ятихвостого, Наруто. Їх вторгнення вдалося зупинити, однак у результаті важких боїв Коноха була майже повністю зруйнована, а Цунаде впала в кому. Скориставшись цим, Данзо оголосив себе новим, Шостим Хокаґе, однак на Раді П'яти Каґе він був викритий, а згодом убитий у бою з Саске. Незабаром Цунаде прийшла до тями і повернулася до виконання своїх обов'язків.
 Долина Кінця (яп. 終末の谷, Шюмацу но Тані) — місце легендарної битви між Мадарою Учіха і Хашірамою Сенджю, де їм обом поставлено величний пам'ятник. Знаходиться на кордоні з Країною Звуку.
 Ічіраку Рамен (яп. 一楽ラ一メン, досл. «Комфортний рамен») — улюблена забігайлівка Наруто, в якій подають страви традиційної японської кухні, в тому числі його улюблений рамен. Управляється кухарем Теучі і його дочкою Аяме.
 Ліс Смерті (яп. 死の森, Ші но Морі), він же Зона тренувань № 44 (яп. 第44演習場, Дай Йонджі:йон Енсю:джьо:), — ліс, який був використаний у другому іспиті на звання чюніна. У ньому мешкає безліч ґіґантських отруйних тварин.

### Інші території
Країна Хвиль (яп. 波の国, Намі но Куні) являє собою маленький острів, який раніше знаходився під тиранічним керівництвом судноплавного барона Ґато. Після повалення влади Ґато Забузою Момочі і командою № 7 міст, так необхідний країні, був добудований і названий на честь головного героя манґи — «Наруто».
Країна Ви́рів (яп. 渦の国, Удзу но Куні) — неіснуюча на початок дії манґи країна, жителі села шинобі якої прославилися як майстри запечатуючих технік. Звідси ж родом мати головного героя, Кушіна Узумакі.
Країна Рік (яп. 川の国, Кава но Куні) лежить між двома могутніми країнами — Вогню й Вітру. Ландшафт держави різноманітний: там є гори, ліси й річки.
Селище Прихованого Водоспаду (яп. 滝隠れの里, Такіґакуре но Сато), воно ж Такі, — село шинобі Країни Водоспаду. Ландшафтом ця держава дуже схожа на Країну Вогню з її великими деревами і кручами. Шинобі Водоспаду беруть участь у публічному іспиті на звання чюніна. З цього села був член Акацукі Какудзу. Такі — єдине село, яке не входить у велику п'ятірку; мала Біджі — семихвостого.
Селище Прихованого Дощу (яп. 雨隠れの里, Амеґакуре но Сато), воно ж Аме, в силу свого географічного положення стало полем битви між нінджя різних сильних держав. Після встановлення миру керівництво Аме прийняло сувору політику конфіденційності, при якій кожен приїжджий повинен був повідомляти про себе всі дані і знаходитися під спостереженням практично 24 години на добу. Під час громадянської війни лідер Аме — Ханджьо Саламандра був убитий Пейном, який потім разом із Конан захопив владу в селі. Після того, як Пейна переміг Наруто, Конан вийшла з Акацукі і повернулася в село для допомоги її жителям. Після вбивства Конан Тобі про долю села в манзі не повідомлялося.
Селище Прихованого Звуку (яп. 音隠れの里, Отоґакуре но Сато), воно ж Ото, Орочімару використовував як притулок. Селище розташоване в Країні Звуку (яп. 音の国, Ото но Куні) — відносно молодій державі, раніше існував під назвою Країна Рисових Полів (яп. 田の国, Та но Куні), яке отримало назву завдяки своїй лісистій місцевості і рисовим полям. У минулому країна ворогувала з сусідніми землями і брала гору, завдяки унікальним здібностям кланів, які проживають у ній. На кордоні Звуку з Країною Вогню знаходиться Долина Завершення, де сталася легендарна битва між Хашірамою Сенджю і Мадарою Учіха.
В Селищі Прихованої Трави (яп. 草隠れの里, Кусаґакуре но Сато), воно ж Куса, знаходився міст Каннабі (яп. 神無毘橋, Каннабі-кьо), знищення якого було доручено команді Мінато Намікадзе — Какаші Хатаке, Обіто Учіха і Рін. Також там знаходився міст Тенті (яп. 天地橋, Тенті-кьо), на якому команда № 7 чекала шпигуна Сасорі, яким виявився Кабуто Якуші.
Гора Мьобо́ку (яп. 妙木山, Мьо:бокудзан) — місце проживання жаб, де свого часу тренувалися Джірайя й Наруто.

### Бідзю
Хвостатими демонами, або бі́джюу (яп. 尾獣, Біджуу:), у світі Наруто називають гігантських істот, що володіють величезним запасом чакри.
За кілька століть до початку дії манґи у світі Наруто існував Десятихвостий Звір (Джюубі), який руйнував все, що траплялося йому на шляху. Лише перший нінджя Мудрець Шести Шляхів (яп. 六道仙人, Рікудо Сеннін) зміг укласти його у своєму тілі, тим самим ставши джінчюрікі (яп. 人柱力). Кілька років по тому, вже на смертному одрі, він розділив чакру Джюубі, створивши 9 хвостатих монстрів, а тіло Десятихвостого звернув в Місяць. Згодом багатьом селам вдавалося заволодіти тим чи іншим Бідюуу, тим самим підтримуючи свій авторитет і військову міць. У манзі вказуються п'ятеро нінджя, які вміли повністю контролювати дії Хвостатих: Перший Хокаґе, Четвертий Мідзукаґе, Мадара Учіха, Кілер Бі, а також Наруто Узумакі.
| Хвостатий демон | Асоційована тварина                                                                      | Господар                                                          | Статус                                           |
| --- | ---------------------------------------------------------------------------------------- | ----------------------------------------------------------------- | ------------------------------------------------ |
| Однохвостий | Пісочного кольору танукі з синіми мітками по всьому тілу                                 | Ґаара                                                             | Захоплений Дейдарою, запечатаний Акацукі         |
| - Ім'я: Шюка́ку (яп. 一尾の守鶴, Ічібі но Шюкаку, досл. «Однохвостий Сюкаку») - Прізвиська: Піщаний шюкаку (яп. 砂の守鶴, Суна но шюкаку), Втілення Піску (яп. 砂の化身, Суна но Кешін) - Елемент: Вітер - Здібності: Може керувати піском. - Сейю: Хіроші Івасакі (анґл.) Шюкаку — Біджі в формі єнотоподібного собаки. Як і Кюубі, володіє промовою. Він має грайливий і непередбачуваний характер. Коли Карура, дружина Четвертого Казекаґе, завагітніла, її чоловік наказав Тіє запечатати Шюкаку в тілі ще не народженого Ґаари після того, як звіра витягнуть з попереднього джінчюрікі. Згодом, коли Ґаара був не в змозі контролювати власний гнів, його тіло частково набувало форму Шюкаку. У другій частині манґи Акацукі витягують Шюкаку з Ґаари, що призводить до його смерті, проте комбінація чакри Наруто і джіцу Тіє повертає Ґаару до життя. |                                                                                          |                                                                   |                                                  |
| Двохвостий | Бакенеко (кішка) з блакитним вогненноподібним тілом, правим жовтим і лівим зеленим очима | Юґіто Нії (яп. 二位ユギト) (жін.)                                 | Захоплений Хіданом і Какузу, запечатаний Акацукі |
| - Ім'я: Нібі (яп. ニ尾の化け猫, Нібі но Бакенеко) / Мататабі - Здібності: випускає кулі вогню. Двохвостий був запечатаний в Юґіто Нії з Селища Хмар. На відміну від Ґаари й Наруто, люди навколо дівчини не ненавиділи її через те, що в ній живе демон. Юґіто була захоплена Акацукі й після вилучення з неї Біджюу померла. Під час Четвертої світової війни Тобі запечатує ніби в відроджену Югіто, щоб посилити свою армію. Однак її зупинив Наруто і Тобі повернув її в Статую демона. |                                                                                          |                                                                   |                                                  |
| Трихвостий | Панцирна трихвоста черепаха сіро-фіолетового кольору                                     | Ягура (яп. やぐら) (чол.)                                         | Захоплений Дейдарою, запечатаний Акацукі         |
| - Ім'я: Самбі (яп. 三尾の巨大亀, Самбі но Кьодайгаме) / Ісобу - Здібності: Маніпуляція водою і створення галюцинацій Колись Самбі був укладений в тілі Четвертого Мідзукаге Ягури, однак з невідомої причини до моменту початку дії основного сюжету манґи, Трихвостий мешкав на дні озера, не будучи ув'язненим у комусь. Згодом він був захоплений стараннями Дейдари і Тобі. Під час Четвертої світової війни Тобі запечатує Самби в відродженого Ягуру, щоб посилити свою армію. Однак його зупинив Наруто і Тобі повернув його в Статую демона. |                                                                                          |                                                                   |                                                  |
| Чотирихвостий | Королівська мавпа                                                                        | Роші (яп. 老紫) (чол.)                                            | Захоплений Кісаме, запечатаний Акацукі           |
| - Ім'я: Йонбі (яп. 四尾の猿, Йонбі но Сару) / Сон Гоку (яп. 孫 悟空, Сон Гоку:) - Елемент: Земля і Вогонь (Лава, т. зв. Йотон) - Здібності: Кислотні техніки. Вивергав з пащі лаву. За словами Масаші Кішімото, як основу цього Бідзю він використовував горилу, з'єднавши її з рисами мавпи. Згідно з мангою Йонбі належав селу Прихованої Скелі і був запечатаний у червоноволосому старому на ім'я Роші, якого переміг Кісаме. Під час Четвертої світової війни Тобі запечатує Сон Гоку у відродженого Роші, щоб посилити свою армію. Під час битви з Наруто Сон, який знаходився під контролем Тобі, проковтує його і той зустрічається з ним у глибині його свідомості. Наруто вдається за допомогою Сон Гоку зупинити його, але того укладає, в покликану Статую демона, Тобі. |                                                                                          |                                                                   |                                                  |
| П'ятихвостий | Білий кінь — дельфін                                                                     | Хан (яп. ハン) (чол.)                                             | Запечатаний Акацукі                              |
| - Ім'я: Гобі (яп. 五尾のイルカ馬, Гобі но Ірукаума) / Коку Гобі — біла п'ятихвоста істота, за словами автора, що являє собою суміш дельфіна і коня. Належав селу Прихованої Скелі. Хан, дзінтюрікі П'ятихвостого, носив т. зв. Парові обладунки (яп. 蒸気の鎧, Йокі но йороі) і в бою використовував пару. Захоплений Акацукі. Під час Четвертої світової війни Тобі запечатує Гобі в відродженого Хана, щоб посилити свою армію. Однак його зупинив Наруто і Тобі повернув його в Статую демона. |                                                                                          |                                                                   |                                                  |
| Шестихвостий | Світло-блакитний слимак                                                                  | Утаката (яп. ウタカタ) (чол.)                                     | Захоплений Пейном, запечатаний Акацукі           |
| - Ім'я: Рокубі (яп. 六尾の蛞蝓, Рокубі но Намекудзі) / Сайкс Раніше належав селу Прихованого Туману і знаходився в тілі господаря на ім'я Утаката, застосовував техніку мильних бульбашок. Згідно з філером, Утаката переховувався і був спійманий Пейном. Під час Четвертої світової війни Тобі запечатує Рокубі у відродженого Утакату, щоб посилити свою армію. Однак його зупинив Наруто і Тобі повернув його в Статую демона. |                                                                                          |                                                                   |                                                  |
| Семихвостий | Синьо-зелений жук-носоріг                                                                | Фу (яп. フウ) (жін.)                                              | Запечатаний Акацукі                              |
| - Ім'я: Нанабі (яп. 七尾のカブトムシ, Нанабі но Кабутомуси) / Чоумей Нанабі нагадує собою жука-носорога. Шість з його хвостів схожі на крила комахи. Раніше належав селу Прихованого Водоспаду і був запечатаний у зеленоволосу дівчину на ім'я Фу. Під час Четвертої світової війни Тобі запечатує Нанабі в відроджену Фу, щоб посилити свою армію. Однак його зупинив Наруто і Тобі повернув його в Статую демона. |                                                                                          |                                                                   |                                                  |
| Восьмихвостий | Бузковий бик — восьминіг                                                                 | Кілер Бі (ниніш.)                                                 | Запечатаний в людині                             |
| - Ім'я: Ха́тібі (яп. 八尾の巨牛, Хатібі но Кьогю:) / Гюукі Хатібі заточений в тілі Кілера Бі, брата Четвертого Райкаге. Під час битви з командою «Така» був поранений і пожертвував одним зі своїх щупалець щоб врятувати свого дзінтюрікі. За словами самого Хатібі, він був диким до того, як зустрів Кілера Бі, а потім змінився в кращу сторону. Через маси тіла володіє величезною фізичною силою. Під час Четвертої світової війни разом із Наруто, Курамою і Кілером Бі бореться на боці альянсу проти Акацукі. |                                                                                          |                                                                   |                                                  |
| Дев'ятихвостий | Кіцуне (лис)                                                                             | Міто Узумакі (перш.) Кушіна Узумакі (др.) Наруто Узумакі (ниніш.) | Запечатаний в людині                             |
| - Ім'я: Кью́бі (яп. 九尾の妖狐, Кю:бі но Йо:ко) / Курама (яп. クラマ, Курама) - Елемент: Вогонь - Здібності: Створення вогню і маніпуляція їм. - Сейю: Тесс Генда К'юубі — Дев'ятихвостий демон-Лис, що володіє величезним запасом чакри. К'юубі володіє мовою. Він дуже хитрий, кмітливий і виверткий. За 12 років до початку основних подій манґи Тобі скористався ослабленим пологами станом дзінтюрікі Кусіни Узумакі і, викравши дівчину, витягнув з неї Дев'ятихвостого, після чого нацькував того на Коноху. Щоб зупинити монстра, Четвертий Хокаге пожертвував життям і, використовуючи особливу печатку, заточив Біджуу в тілі свого новонародженого сина Наруто. Згідно з бажанням керівництва села, від Наруто приховували правду про демона, що знаходиться всередині нього. Вперше чакра К'юбі проявилася у нього під час бою з Хаку. Зустрів хлопчика Джірайя навчив його основам контролю чакри демона; саме тоді Наруто вперше зазирнув «всередину себе», представляючи в підсвідомості величезну клітку, що відокремлює його від Дев'ятихвостого. Чим більше Наруто використовує чакру монстра, тим вище його візуальна схожість з К'юбі — чакра Дев'ятихвостого утворює форму Лиса з поступово зростаючою кількістю відведених хвостів. При появі 4 хвостів Наруто практично перестає контролювати себе, знаходячи т. зв. «Покров демонічного лиса», коли його тіло починає палати вогненно-червоним полум'ям, спалюючи шкіру, але в той же час регенеруючи з величезною швидкістю. Втихомирювати подібну активність Бідзю здатний тільки Ямато, і то лише тому, що всередині нього є частина ДНК Першого Хокаге, який умів контролювати Бідзю, а сам Наруто носить намисто першого лідера Конохи. Після отримання серйозних травм від рук Пейна Хіната, яка зізналася в любові і намагалася захистити Наруто, останній впадає в лють. Коли в нього постає шість хвостів, він ламає печатку (намисто Першого Хокаге), а коли у нього з'являються 8 хвостів, у підсвідомості юнака виникає його батько, Мінато Намікадзе, «запрограмувавший» печать так, що, коли Наруто в підсвідомості спробує зірвати її з клітки лиса, душа Четвертого повинна була з'явитися в підсвідомості Наруто перед тими воротами, за якими ховається Лис. Саме тоді Наруто дізнається про те, що герой дитинства і є його батько. Наруто приходить до тями завдяки пресі, відновленої батьком, і продовжує бій. Коли за рішенням п'яти Каґе Наруто і Кілера Бі ізолюють на острові, Узумакі намагається підпорядкувати Лиса своїй волі і всередині його свідомості з'являється образ Кусіни, яка розповідає йому правду про події тієї жахливої ночі, коли він народився, а також про те, що вона, як і дружина Першого Хокаге, Міто Узумакі, була обрана як дзінтюрікі завдяки дружбі кланів Сендзю, одних із засновників Конохи, і Узумакі, майстрів технік запечатування. Тільки двом, злочинцям села Прихованого Хмари, Кінкаку і Гінкаку, одного разу проковтнутих Лисом, вдалося вирватися на свободу і отримати частину його чакри. Під час Четвертої світової війни, Курама почав поступово розуміти Наруто і під час бою, проти Тобі, став підкорятися своєму господареві. |                                                                                          |                                                                   |                                                  |
| Десятихвостий |                                                                                          | Рікудо Сеннін                                                     | Розділений на 9 Бідзю, тіло запечатано в Місяці  |
| - Ім'я: Дзю́бі (яп. 十尾, Дзю:бі) Дзюбі — Десятихвостий Бідзю. Є найсильнішим і найпершим хвостатим демоном у світі Наруто. Появи Дзюбі завжди приводили до руйнівних катаклізмів та загибелі великої кількості людей. Щоб врятувати людство Рікудо Сеннін (яп. 六道仙人, букв. «Мудрець Шести Шляхів») запечатав у собі Десятихвостого, фактично ставши наймогутнішим шинобі в історії. Знаючи, що після його смерті печатка зникне і Дзюбі вирветься на свободу, Рікудо Сеннін розділив силу Десятихвостого на дев'ять частин (9 Бідзю), розподіливши їх по світу, а тіло Десятихвостого відправив на небо і запечатав у Місяці. Пояснюючи на Раді п'яти Каге навіщо організація збирала хвостатих звірів, лідер Акацукі, Тобі, заявив, що об'єднавши їх, він стане дзінтюрікі Десятихвостого і зможе створити унікальну техніку Муген Цукуйомі (яп. 無限月読, досл. «Нескінченно читаючий Луну»), яка «зробить його шарінґан єдиним з Місяцем», таким чином сподіваючись занурити весь світ в ілюзію і отримати повну владу над ним. |                                                                                          |                                                                   |                                                  |

### Клани
Клан (яп. 一族, Ітідзоку, досл. «Сім'я» або «Родина») — велика група людей, об'єднаних родинними зв'язками або будь-якими переконаннями. Більшість кланів ніндзя починали свою історію, як наймані збройні сили під час війни. Мирний договір між двома такими кланами, Учіха і Сендзю, дозволив їм створити загальну село ніндзя, Коноху, на території Країни Вогню. Незабаром практика селищ шинобі поширилася на весь світ.
Клани, що згадуються в манзі «Наруто»:
- Клан Абураме (яп. 油女一族, Абураме Ітідзоку, досл. «Родина Абураме») спеціалізується на використанні комах як зброю захисту і нападу. Створюється т. зв. симбіоз — ніндзя, впускаючи комах у власне тіло, дозволяє їм харчуватися своєю чакрою, а ті натомість виконують його накази.

Відомі представники: Шино Абураме, Сібі Абураме, Мута Абураме, Сікур Абураме, Торуне Абураме
- Клан Акіміті (яп. 秋道一族, Акіміті Ітідзоку, досл. «Родина Акімічі») засновує свої атаки на миттєвому збільшенні розмірів тіла за рахунок перетворення в чакру спожитих калорій (через що всі представники клану багато їдять і страждають зайвою вагою).

Відомі представники: Чоджі Акімічі, Чоджа Акімічі, Торіфу Акіміті
- Клан Інудзука (яп. 犬塚一族, Інудзука Ітідзоку, досл. «Родина Інудзука») засновує свої атаки на взаємодії з псами-ніндзя (яп. 忍犬, Нінкен).

Відомі представники: Кіба Інудзука, Хана Інудзука, Цуме Інудзука
- Клан Кагуя (яп. かぐや一族, Кагуя Ітідзоку, досл. «Родина Кагуя») — вимерлий до початку другої частини манґи рід, який прославився завдяки своїй жорстокості.

Відомі представники: Кімімаро Кагуя
- Клан Нара (яп. 奈良一族, Нара Ітідзоку, досл. «Родина Нара») відомий завдяки здатності маніпуляції тінями, а також вирощування оленів на належній їм території. Також володіє багатьма накопиченими знаннями в галузі медицини.

Відомі представники: Шикамару Нара, Шикаку Нара
- Клан Сарутобі (яп. 猿飛一族, Сарутобі Ітідзоку, досл. «Родина Сарутобі») — один із найвпливовіших кланів.

Відомі представники: Хірузен Сарутобі (третій Хокаґе), Асума Сарутобі, Конохамару Сарутобі
- Клан Сенджу (яп. 千手一族, Сендзю Ітідзоку, досл. «Родина Сендзю») розглядався як один із найсильніших кланів світу в епоху до створення прихованих селищ. Разом із Учіхами заснував Коноху. ДНК клану здатні змішувати елементи «Вода + Земля» з чого володіють елементом Дерева (Mokuton), а також здатні контролювати Біджуу.

Відомі представники: Перший Хокаге, Другий Хокаге, Цунаде Сенджу, Навакі
- Клан Узумакі (яп. うずまき一族, Узумакі Ітідзоку, досл. «Родина Узумакі») — видатний клан знищеної країни Вирів, члени відомі як довгожителі, майстри технік запечатування, володіли великим запасом чакри. В знак їх дружби з Конохи у формі шинобі останніх використовується символ Узумакі. Їх відмітні знаки — біляве волосся.

Відомі представники: Наруто Узумакі, Кушіна Узумакі, Мінато Узумакі, Карін, Наґато
- Клан Учіха (яп. うちは一族, Учіха Ічідзоку, досл. «Родина Учіха») колись був одним із найсильніших кланів, члени якого мали спадковим доджіцу, Шарінґаном. Поряд із Сенджю стояв біля витоків заснування Села, Прихованого в Листі. Більшість членів клану загинуло у кривавій різанині, влаштованій Ітачі Учіха за наказом керівництва Конохи.

Відомі представники: Мадара Учіха, Ітачі Учіха, Саске Учіха, Шісуї Учіха, Обіто Учіха, Фуґаку Учіха, Мікото Учіха, Ідзуна Учіха
- Клан Х'юґо (яп. 日向一族, Х'ю:ґо Ічідзоку, досл. «Родина Х'юґо») — один із найстаріших і найшанованіших у Коносі, члени якого мають спадковим кеккей ґенкай, б'якуґаном, що дає їм розширене поле зору й здатність бачити систему циркуляції чакри.

Відомі представники: Неджі Х'юґо, Хіната Х'юґо, Ханабі Х'юґо, Хіаші Х'юґо, Хізаші Х'юґо
- Клан Яманака (яп. 山中一族, Яманака Ічідзоку, досл. «Родина Яманака») спеціалізується на сенсорних і телепатичних здібностях, що дозволяють, наприклад, маніпулювати свідомістю опонента. Також має власний магазин квітів.

Відомі представники: Іно Яманака, Іноїчі Яманака, Фу Яманака

### Хронологія подій
Для зручності сприйняття за центральну тимчасову точку манги прийнято Народження Наруто (НН). Жирним курсивом виділені тимчасові класифікації подій, що відбувалися.
Хронологія основних подій:
- Можливо століття до НН
  - Рікудо Сеннін перед своєю смертю поділяє Десятихвостого Бідзю на дев'ять істот.
- Десятиліття до НН
  - Заснування Конохи Мадарою Учіха і Хасірамою Сендзю. Створення системи селищ ніндзя по всьому світу.
  - Мадара кидає виклик Хасіраме через незгоду із проведеною політикою, але програє.
  - Перша світова війна шинобі (яп. 第一次忍界大戦, Даїтідзі Нінкай Тайсен).
Перша з Великих війн, що почалася незабаром після створення системи сіл шинобі. Закінчилася підписанням мирного договору між сторонами, однак до того моменту в бойових діях загинули Перший та Хокаге.
  - Друга світова війна шинобі (яп. 第二次忍界大戦, Дайнідзі Нінкай Тайсен).
Мирний договір після Першої війни дозволяв деякий час запобігати конфліктам, проте економічна нерівність між найбільшими країнами давало про себе знати, і вони для розширення своїх територій стали використовувати військову силу. Також як і інші, ця війна виявила своїх героїв і жертв: після бою з лідером Села Дощу Хандзо саламандрою популярність придбали Легендарні Санніни, однак Цунаде втратила свого молодшого брата Навакі і нареченого Дана. Джірайя взяв на навчання Яхіку, Нагато і Конан, які, в пошуках справжнього світу, згодом стали членами організації Акацукі.
  - Третя світова війна шинобі (яп. 第三次忍界大戦, Дайсандзі Нінкай Тайсен).
Частково показана в Какаші гайден[12]. Під час війни виявив себе героєм Мінато Намікадзе, за що отримав прізвисько Жовта Блискавка Конохи. На цій же війні свій шарінґан від вмираючого Обіто отримує Какаші Хатаке.
- Народження Наруто
- Перші хвилини/години після НН
  - Тобі викрадає дзінтюрікі Дев'ятихвостого Кусіну Узумакі і, зумівши витягнути з неї Бідзю, нацьковує Дев'ятихвостого на Коноху. Четвертому Хокаге ціною власного життя вдається укласти монстра в тілі свого новонародженого сина.
- 8 років після НН
  - Ітачі Учіха за наказом керівництва Конохи і в таємниці від інших людей знищує готував переворот клан Учіха, залишаючи в живих лише свого молодшого брата Саске, після чого вступає в організацію Акацукі, лідер якої Тобі допомагав йому в кривавій різанині.
- 12—13 років після НН
  - Наруто закінчує Академію ніндзя і разом із Саске Учіха та Сакурою Харуно стає учнем Какаші Хатаке.
  - Під час іспиту на тюніна Орочімару нападає на Коноху і вбиває Третього Хокаге. Новим, П'ятим Хокаге, стає Цунаде.
  - Саске покидає Коноху «в пошуках сили для помсти Ітачі» і приєднується до Орочімару.
  - Наруто залишає Коноху на три роки з метою навчання у досвідченого ніндзя Джірайї.
- 15—16 років після НН
  - Акацукі починає активно реалізовувати свій план по затриманню Хвостатих звірів, при цьому втрачаючи в бою своїх учасників:
    - Піймання перших семи Бідзю (включаючи витяг Однохвостого з Ґаари). Загибель у боях з членами Акацукі Асуми Сарутобі і Джірайї; загибель у боях членів Акацукі Сасорі, Хідана і Какузу.

  - Саске вбиває спочатку Орочімару і Дейдару, а потім і Ітачі, тим самим здійснюючи свою помсту. Однак після цього Тобі розкриває Саске правду — знищення клану було місією, дорученою його старшому брату верхівкою Конохи. Саске вирішує будь-що-будь знищити керівництво свого рідного села — Дандзо, Кохару і Хомуру.
  - Рада п'яти Каге з вироблення плану протидії захопленню Бідзю. На збори нападають члени Акацукі. Отримавши відмову п'яти Каге видати двох, що залишилися до того часу дзінтюрікі (Восьми- і Дев'ятихвостого), Тобі оголошує про початок Четвертої світової війни шинобі (яп. 第四次忍界大戦, Дайондзі Нінкай Тайсен)
  - Саске вбиває Дандзо.
  - Шинобі п'яти великих країн створюють альянс, на чолі якого стає Четвертий Райкаге. Командувачем військовими силами альянсу стає Ґаара.
  - Четверта світова війна шинобі (яп. 第四次忍界大戦, Дайондзі Нінкай Тайсен).

## Ніндзя

### Зовнішній вигляд

Частина екіпіровки ніндзя світу Наруто: напоясная сумка, коробочка для кунаїв, рукавички з металевою пластиною і сандалі

У світі Наруто ніндзя далекі від звично сформованого образу. За словами Масаші Кішімото, він відкинув упереджені уявлення про ніндзя з капюшонами і чорним одягом і привніс в образ відтінки оригінальності.
Шинобі Кішімото носять налобний протектор (яп. 額当て, Хітай-ате) — пов'язку з нанесеним на металеву пластинку символом рідного села (в залежності від зручності — на лобі, руці, поясі або ж інший частини тіла) і специфічні сандалі з вирізом для пальців ніг.
Ось стандартний список зброї, що використовується персонажами манги «Наруто»:
- Сюрікен — зброя для метання.
- Кунай — згідно зі світом Наруто метальний ніж (хоча насправді це сільськогосподарський інструмент).
- Сувій — використовується для технік призову та інших цілей (наприклад Сай використовує сувої для вивільнення мальованих звірів, Канкуро за допомогою нього закликає своїх маріонеток, а Тен-Тен — холодна зброя).
- Мотузка
- Макібісі (англ.) — сплетіння сталевих штирів.
- Вибухова печать
- Сенбон (фр.) — голки від 10 до 25 см у довжину, часто змащувані отрутою.

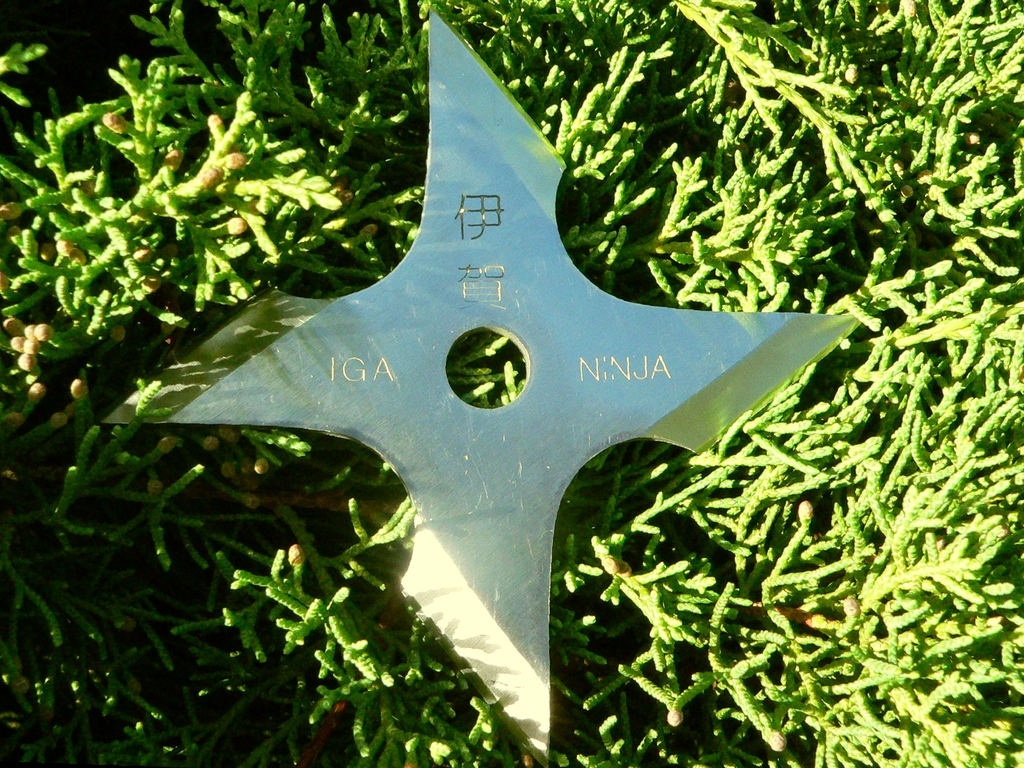
Сюрікен
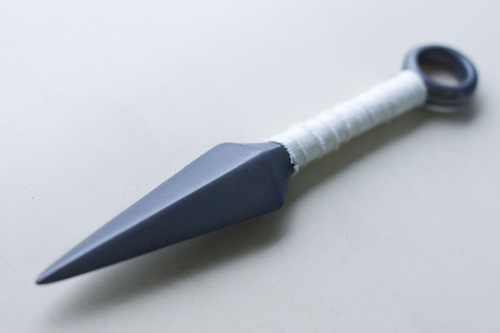
Кунай
Вибухова печатка
Сенбон
Макібісі
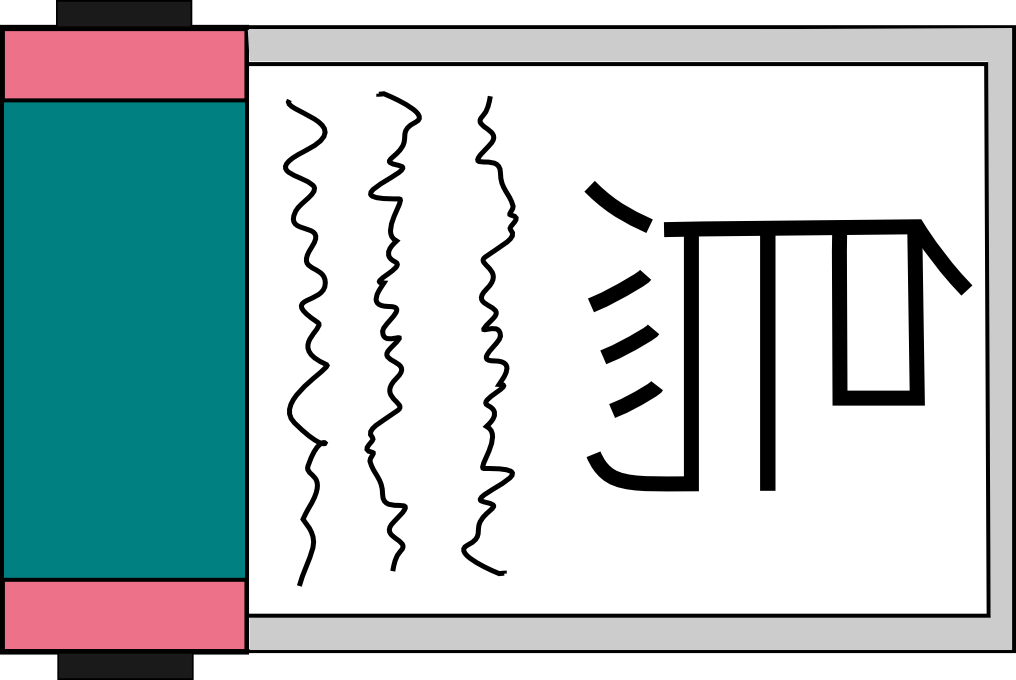
Сувій Канкуро для виклику маріонетки Карасу

### Місії
Економіка селищ заснована на місіях (певних завданнях), за успішне виконання яких ніндзя отримує грошову винагороду від наймачів — одна частина цих грошей іде на зарплату шинобі, інша йде в казну села.
Місії в залежності від складності та важливості поділяються на 5 рівнів:
- D-ранг — найлегші місії. В основному це послуги, що надаються жителям села, як-от вигул худоби, оранка полів або викопування бур'янів. Такі місії довіряються новоспеченим генінам з метою навчити їх працювати в команді.
- C-ранг — полягають у супроводі людей або перевезенні документів, пов'язаних з малим ризиком нападу. Довіряються генінам і тюнінам.
- B-ранг — складніші і небезпечні операції, пов'язані з ризиком для життя. Такі місії виконуються досвідченими тюнінами або дзьонінами.
- A-ранг — місії високої небезпеки, пов'язані з охороною перших осіб селища чи країни, а також шпигунством і вбивствами ворогів. Виконуються дзенінами або членами АНБУ.
- S-ранг — місії з найвищим ступенем небезпеки, наприклад полювання за особливо небезпечними і сильними злочинцями. Виконуються дзьонінами, членами АНБУ, або ж рідше самими Каґе.

У роки воєн через брак досвідчених ніндзя місії високого рангу можуть бути довірені у тому числі і генінам.

### Рівні ніндзя

#### Генін
Генін (яп. 下忍, Ге:нін, досл. «Нижчий ніндзя») — перший рівень ніндзя, який присвоюється після закінчення Академії, при якому ще видно різницю у фізичному розвитку і навичках. Геніни розподіляються за групами, що складаються з чотирьох шинобі — один досвідчений дзьонін і три його учні. Ґрунтуючись на індивідуальних якостях кожного юного ніндзя, формування у групи відбувається за принципом урівноваження сил різних команд. Однак перш ніж узяти геніна на навчання, деякі дзьоніни влаштовують додаткове випробування, щоб перевірити, чи готові ті стати справжніми ніндзя і працювати в команді. (Приміром Какаші Хатаке влаштував Наруто, Саске і Сакурі випробування, метою якого було відібрати у нього дзвіночки, що є важким завданням для свіжоспечених випускників Академії в порівнянні з досвідченим шинобі).
Геніни починають брати участь у місіях D-рангу, які здебільшого ґрунтуються на ручній праці, наприклад сільськогосподарські роботи, і не несуть для їхнього життя жодної загрози. Уже на цьому етапі молоді ніндзя починають вносити лепту в економіку рідного селища, отримуючи грошову плату за виконане завдання. Поступово навчаючись, генінам у складі їх команди можуть бути довірені місії C-рангу, в яких може знадобитися використання різних дзюцу.
Через деякий час геніни можуть брати участь в іспитах на отримання більш високого звання — тюнін, володіння яким буде свідчити про їх покращені здібності. Варто зауважити, що деякі ніндзя, які мають звання генін, з тих чи інших причин не стали тюнінами, але їх здібності досягають навіть рівня дзьоніна. Наприклад, Наруто, який невдало склав перший свій іспит на тюніна, згодом пішов з Конохи з метою навчання у Джірайї, і в результаті, залишаючись геніном, взяв участь у битві з Какузу, а потім знищив шість тіл Пейна. Саске ж залишився геніном тому, що покинув Село Прихованого Листя і відправився на навчання до Орочімару.

#### Тюнін
Ніндзя, що став тюніном (яп. 中忍, Тю:нін, досл. «Середній ніндзя») отримує можливість стати лідером своєї команди. Шинобі цього класу досягли певного рівня зрілості, що свідчить про отримані навички лідерства і тактичної майстерності. Тюнінів зазвичай посилають на місії С- або B-рангів. Деякі з них, як наприклад Ірука Уміно, виконують функції викладача.
Щоб отримати звання тюніна, генін разом зі своєю командою має взяти участь у великому іспиті (т. зв. «Іспиті на звання тюніна»), який проходить двічі на рік за участю представників відразу кількох селищ шинобі. В минулому кожне село проводило свій власний іспит, але після Третьої світової війни ніндзя союзницькі країни вирішили проводити його лише в одному обраному місці, таким чином зміцнюючи свої взаємини. Цей іспит є також оглядом сил підростаючого покоління, і ніндзя, що показав на ньому непоганий результат, має великі шанси на просування по кар'єрних сходах (наприклад, за результатами іспиту його можуть запросити в охорону важливого державного чиновника).
Три етапи іспиту на звання тюніна влаштовують справжню перевірку відразу цілого ряду навичок геніна. На кожному з етапів відсівається дуже багато претендентів, так що він вважається більш ніж складним. До фіналу доходять одиниці та беруть у ньому участь.
Етапи іспиту:
1. Письмовий іспит — перевірка вміння здобувати інформацію, залишаючись непоміченим, бути твердим і впевненим у собі і товаришах. У разі, якщо ніндзя провалює завдання, то шансів на продовження боротьби позбавляється і вся його команда.
2. Випробування на виживання — вміння розробляти стратегію, діяти і боротися в команді, завжди бути напоготові. У тому випадку, якщо «занадто багато» генінів виходить у фінал, відразу ж по закінченні другого етапу проктори (керівники випробувань) мають право оголосити додатковий етап, який являє собою бій один на один. Вибуває той, хто не зможе продовжувати битися або ж відмовиться від поєдинку.
3. Фінальна стадія — розподілені по парах ніндзя проводять турнірний поєдинок за принципом плей-оф.

За фінальною стадією, що проходить на великому стадіоні, спостерігають судді, які присуджують перемогу, зацікавлені в наборі досвідчених ніндзя особи, а також прості глядачі. Проте головну роль при винесенні рішення про присвоєння звання тюніна грає не перемога, а дії шинобі під час поєдинків. Таким чином переможець турніру може не стати тюніном, у той час як той, хто вилетів у першому раунді, отримає це звання. Подібне сталося з Шикамару Нара, який відмінно проявив себе в тактичному плані в бою з Темарі, але вирішив віддати перемогу їй.
Після отримання цього звання шинобі отримує право носити розпізнавальний бойовий жилет, в якому зберігаються сувої для використання ніндзюцу.

#### Джонін
Джонін (яп. 上忍, Дзьо:нін, досл. «Вищий ніндзя») — висококваліфікований ніндзя з високим рівнем майстерності, найчастіше виконувач функції військового капітана. В залежності від їх досвіду і здібностей, дзьоніна посилають на місії рангів A і S, як у складі групи, так і поодинці. Більшість ніндзя цього рівня в змозі використати мінімум два типи стихій. Іноді дзьонінам довіряють команду з трьох генінів для більш поглибленого навчання останніх.
Токубецу дзьонін (яп. 特別上忍, Токубецу дзьонін, досл. «Особливий вищий ніндзя») (іноді скорочується до «Токудзі») називають ніндзя з рівнем і здібностями дзьоніна, але підготовлених лише в одній певній галузі військової науки. Це елітні фахівці, що знаходяться в групах під командуванням звичайного дзьоніна або очолюють загони, яким довіряють завдання одного, характерного роду. Прикладами Токудзі служать Ібікі Моріно (експерт у допитах) і Ебісу (досвідчений учитель).

#### Каґе
Каґе (яп. 影, досл. «Тінь») — голова одного з п'яти найсильніших Прихованих селищ світу Наруто, ніндзя, визнаний найдосвідченішим і наймудрішим у своєму селі.

### Інші терміни

#### Джинчурики
Першим дзінтюрікі став Рікудо Сеннін (яп. 六道仙人, досл. «Мудрець Шести Шляхів»), запечатаний всередині себе Десятихвостого Звіра, однак перед смертю розділив його на 9 Бідзю з різною кількістю хвостів. Незабаром ці Хвостаті поширилися по світу і стали важливою військовою силою. Провідні селища ніндзя досліджували їх і накладали на дзінтюрікі печатки для різного ступеня контролю і доступу до чакри звіра.
У різні моменти історії світу Наруто Бідзю переходили від одного померлого природною або насильницькою смертю дзінтюрікі до іншого. Люди, що носили в собі монстра, могли бути як героями рідного селища (Югіто Нії, Кілер Бі), так і ізгоями свого народу (Наруто).
У II частині манґи стає відомо, що Тобі, будучи лідером Акацукі, збирає Хвостатих Звірів для здійснення свого злочинного плану по захопленню планети. З'явившись на Раді п'яти Каге, він пропонує їм видати двох дзінтюрікі, що залишилися до того моменту, і після відмови оголошує про початок Четвертої світової війни ніндзя. Згодом усі мертві до того моменту дзінтюрікі були покликані Кабуто Якуші за допомогою забороненої техніки воскресіння для використання у війні.

#### Ніндзя-медик
Ніндзя-медик (яп. 医療忍, Ирьо:нін) — шинобі, що спеціалізується на використанні медико-орієнтованих дзюцу для лікування людей. Така посада вимагає великого рівня знань і чудового контролю над чакрою, використовуваної при лікуванні різних пошкоджень. Крім цього приділяється особлива увага вивченню бойових навичок, головною причиною чого є факт особливої важливості ніндзя-медиків для всієї команди. Вперше ідею обов'язкового включення одного медика в команду висловила Цунаде, після чого пропозиція була прийнята.
Для найсерйозніших ушкоджень ніндзя-медик виконує Цілющу техніку реанімації (яп. 治活再生の術, Тікацу сайсей но дзюцу), що використовує частини тіла потерпілого для регенерації клітин зони пошкодження. Медичні дзюцу вимагають великої кількості часу і концентрації, тому лікарський персонал, щоб відпочити, періодично змінюється.

#### Нукенін
Нукенін (яп. 抜け忍, досл. «Біглий ніндзя») — шинобі, який залишив своє власне село, часто через вчинення ним певних злочинів. Ніндзя цього класу часто фігурують у Книзі Бінго (яп. 手配書, Бінго-Букку, досл. «пошукові інструкції»), списку ворогів для їх вбивства, який має кожне село для користування дзьоніна і членами АНБУ. Іноді дуже сильних нукенінів, таких як Ітачі Учіха та Кісаме Хошіґакі, називають ніндзя S-рівня. Нукеніни найчастіше носять пов'язку ніндзя власного села, але з перекресленим горизонтальною лінією символом селища.

#### Саннін
Саннін, від Денсецу но Саннін (яп. 伝説の三忍, досл. «Три легендарних ніндзя»), — неофіційне титульне іменування кожного учня Третього Хокаге — Цунаде, Орочімару і Джірайї, що володіють видатними здібностями ніндзя. Будучи молодими, відносно невідомими і беручи участь у другої світової війни, вони вижили в битві з лідером Прихованого Дощу Хандзо саламандрою, після чого той, вражений здібностями воїнів, і назвав їх Саннінами. Після цього слава про них розійшлася по всьому світу.
Кожен з Саннінів має здібності ніндзя на рівні Каґе і в певний час претендував на отримання цього звання.
Три легендарних ніндзя:
- Цунаде (яп. 綱手) — одна з найкращих ніндзя-медиків за всю історію. Внучка Першого Хокаге. Захоплюється азартними іграми, але завжди програє, внаслідок чого заробила прізвисько «Легендарна Невдаха». Використовує в битвах свою жахливу силу (результат вищого контролю чакри і, можливо, спочатку високої фізичної сили).
- Орочімару (яп. 大蛇丸) — основний антагоніст I частини манґи, учень Третього Хокаге. Сумну популярність придбав, як творець безлічі заборонених технік, які розробив, вбиваючи і катуючи жителів свого села.
- Джірайя (яп. 自来也) — сильний і розумний, але трохи легковажний ніндзя, улюбленим хобі якого було спостереження за жіночими лазнями і пляжами. Писав книги, в тому числі еротичного змісту.

Цікаві факти:
- Імена трьох Саннінів Кішімото запозичив з японської серії оповідань «Джірайя ґокецу моноґатарі».
- Кожен з Саннінів тренував членів Команди № 7, спочатку ввірених Какаші Хатаке: Саске навчався в Орочімару, Наруто у Джірайї, а Сакура у Цунаде.
- У стародавньому японському варіанті гри Камінь-ножиці-папір місця цих предметів займають тварини, які були призовними істотами трьох Саннінів — слимак (у Цунаде), змій (в Орочімару), жаба (у Джірайї). В такому варіанті гри жаба боїться змія, змій боїться слимака, а слимак боїться жаби.

## Організації

### Академія ніндзя
Академія ніндзя (яп. 忍者学校) — навчальний центр Конохи для студентів аж до отримання ними звання геніна.

Символ Академії ніндзя

Навчанням займаються спеціально підготовлені для цього тюніни. Крім очевидних предметів, таких як військове мистецтво і фізична витривалість, в Академії вивчаються читання, письмо, математика, географія. Також вони отримують знання про чакри, техніки печаток і способи їх накладання, а також про основні типи дзюцу:
- Тайдзюцу — бойові мистецтва в поєднанні з фізичною витривалістю.
- Ніндзюцу — методи використання власної чакри для здійснення будь-якої техніки, наприклад, тіньового клонування.
- Гендзюцу — можливий контроль над розумом і діями противника, тобто управління всіма п'ятьма почуттями противника.

Успішність або провал на стадії навчання не завжди свідчить про реальні можливості ніндзя, наприклад Наруто Узумакі і Джірайя вважалися бездарними учнями, хоча стали чудовими шинобі. Непогані результати в боротьбі з ворогом показав і Рок Лі, який з трьох основних типів дзюцу фактично опанував тільки тайдзюцу.
Випускний іспит включає в себе письмове тестування і практичну частину, на якій студент демонструє освоєні ним навички ніндзя. Ті, хто успішно склали іспит, отримують налобний протектор (яп. 額当て, Хітай-ате) — пов'язку з нанесеним на металеву пластинку символом рідного села.

### АНБУ
АНБУ (яп. 暗部, досл. «Темна сторона») (абревіатура від Ансацу Сендзюцу Токусю Бутай (яп. 暗殺戦術特殊部隊, досл. «Особлива команда з тактик й вбивств») — особливий загін найманих ніндзя, що знаходиться під безпосереднім контролем Каґе. Члени АНБУ захищають лідера села, а також саме селище від виняткових загроз і проводять різного роду місії, пов'язані з великим ризиком, як-от вистежування кого-небудь або ж вбивство ворога, у тому числі за кордоном. Вони прекрасно розбираються в анатомії людського тіла, на основі чого використовують різні потужні техніки, наприклад дзюцу, що паралізує противника. У випадку смертельного поранення члени АНБУ самознищують своє тіло, щоб противник не дізнався про них ніякої інформації.

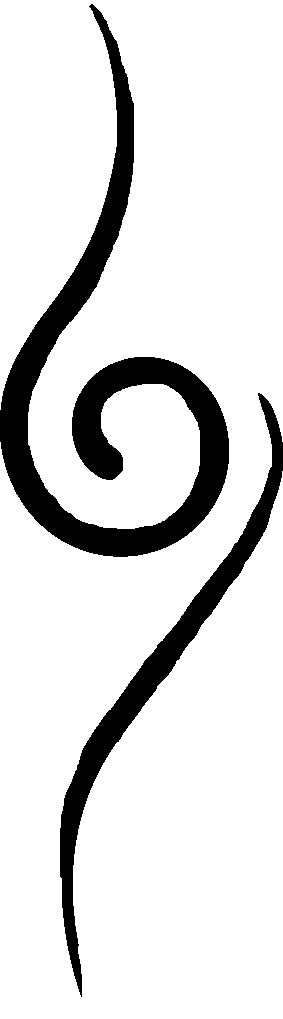
Тату членів АНБУ

Члени організації мають порцелянові маски, що зображують тварин, для того, щоб виділятися серед інших шинобі і залишатися невпізнаними. Вони мають стандартну екіпіровку, що включає чорну уніформу, сіру броню, меч катана, який носять за спиною, захисні пластинки для рук і татуювання у вигляді спіралі на лівому плечі. Крім того, лідер команди може носити плащ білого, в той час як його підлеглі чорного кольору.
В Країні Води існує особливий підрозділ АНБУ, члени якого носять звання ойнін (яп. 追い忍, досл. «Ніндзя-переслідувач»). Їх завдання полягає насамперед у затриманні нукенінів, а потім у повному знищенні їхніх тіл, для доказу виконання місії залишають лише голову ворога.

#### Корінь АНБУ
Корінь (яп. 根, Не) — секретний підрозділ АНБУ Конохи, створений Дандзо і підкорялося безпосередньо йому, а не Хокаге. Члени Кореня (до речі, на відміну від звичайного АНБУ, що використовують танто замість катани) виконували місії, які, на думку Дандзо, приносили Коносі найбільшу користь, хоча з точки зору Хокаге могли не бути такими. Шинобі цієї організації, на відміну від більшості інших груп ніндзя, не повинні були показувати ніяких почуттів і бути байдужим до того, що відбувається навколо. Вважається, що Корінь використовував методи, подібні випускного іспиту Селища Прихованого Туману, який включав у себе смертельні поєдинки між студентами-друзями. Крім того, кожен член Кореню мав своє власне кодове ім'я і навіть не знав справжнього імені свого товариша.

Печатка Дандзо

З того моменту, як Дандзо почав вести військову політику, що суперечило ідеям Третього Хокаге, Корінь був розформований. Попри це ніндзя залишилися віддані своїй організації і продовжували виконувати доручені їм місії. Не останню роль у такій покірності зіграв той факт, що Дандзо наклав на кожного члена організації прокляту печатку у вигляді мітки на їхній мові, завдяки чому жоден з них не може що-небудь розповісти ні про Корінь, ні про його лідера. Після смерті Дандзо члени Кореня взяли курс на зближення відносин із чинним Хокаге.

### Військова поліція
Військова Поліція Листа (яп. 木ノ葉警務部隊, Коноха Кейму Бутай) або просто Військова Поліція була заснована Другим Хокаге, за словами Тобі, з метою контролю за складали переважну більшість її співробітників членами клану Учіх. Символ Військової Поліції — герб клану Учіха на фоні сюрікену. Дана організація займалася дотриманням правопорядку в селі і мала практично необмежені повноваження. Однак вона не могла втручатися в області, які перебували під прямим контролем Хокаге, приміром, без належного ордера заарештовувати членів АНБУ. Невідомо, що стало з Військовою поліцією після того, як Ітачі знищив майже всіх Учіх.

### Сім Шинобі-мечників Туману
Сім Шинобі-Мечників Туману (яп. 霧の忍刀七人衆, Кірі но Сінобігатана Нананін Сю:) — організація, що включала в себе сім найдосвідченіших ніндзя Села Туману, які віртуозно володіли гігантськими мечами. Створена імовірно Четвертим Мідзукаге. Її склад кілька разів змінювався, а мечі переходили від одного ніндзя до іншого.
Початковий склад групи:
- Дзабудза Момоті — меч Кубікірібочо (яп. 首斬り包丁, досл. «Головоріз»), що володіє здатністю висмоктувати кров і використовувати залізо, що міститься в ній, для самовідновлення;
- Суйкадзан Фугукі — початковий власник меча Самехада (яп. 鮫肌, досл. «Акуляча шкіра»), здатного висмоктувати чакру із супротивників і передавати її господареві;
- Акебіно Дзінін — меч Кабутоварі (яп. 兜割, досл. «Проламуючий шоломи»);
- Куріараре Кусімару — довгий меч Нуібарі (яп. 縫い針, досл. «Голка»);
- Мунасі Дзінпаті — вибухає меч Шібукі (яп. 飛沫, досл. «Спалах»);
- Рінго Амеюрі — меч Кіба (яп. 牙, досл. «Ікло»), просочений блискавкою;
- Мангецу Ходзукі — володів усіма мечами.

Інші члени організації:
- Кісаме Хошіґакі — власник Самехади;
- Тедзіро — меч Хірамекареі (яп. ヒラメカレイ);
- Суйгецу Ходзукі — власник Кубікірі Боте після смерті Дзабудзи.